# Walter Nikolaus Schumacher

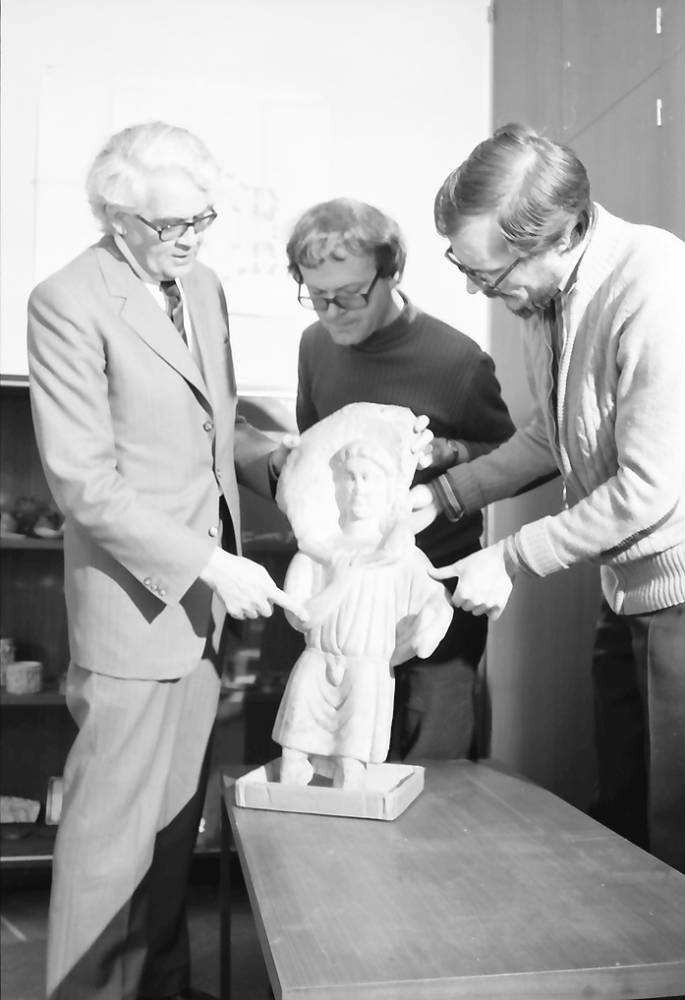
Walter Nikolaus Schumacher, 1.v.l. (1975)

Walter Nikolaus Schumacher (* 5. November 1913 in Köln; † 14. August 2004 in Freiburg im Breisgau) war ein deutscher Christlicher Archäologe und Kunsthistoriker.

## Leben
Walter Nikolaus Schumacher studierte Christliche Archäologie, Klassische Archäologie und Kunstgeschichte an den Universitäten Bonn, Freiburg und München. Er wurde 1943 in Freiburg bei Joseph Sauer in Christlicher Archäologie promoviert. 1953 heiratete er seine Kommilitonin, die Kunsthistorikerin Renate Wolfgarten (1922–2014), mit der er später vier Kinder hatte. Zusammen gingen sie 1953 nach Rom, wo er zunächst am Campo Santo Teutonico am Römischen Institut der Görres-Gesellschaft, dann als wissenschaftlicher Referent an der Abteilung Rom des Deutschen Archäologischen Instituts arbeitete. 1959 kehrte die Familie nach Freiburg im Breisgau zurück, wo er Wissenschaftlicher Assistent am Institut für christliche Archäologie wurde. 1968 erfolgte seine Habilitation an der Universität Freiburg und Tätigkeit als Privatdozent.
Von 1972 bis zu seiner Emeritierung 1982 war er Professor für Christliche Archäologie an der Universität Freiburg. 1976 war er Herausgeber und Bearbeiter des Neudrucks von Joseph Wilpert: Die römischen Mosaiken der kirchlichen Bauten vom IV. – XIII. Jahrhundert von 1916.

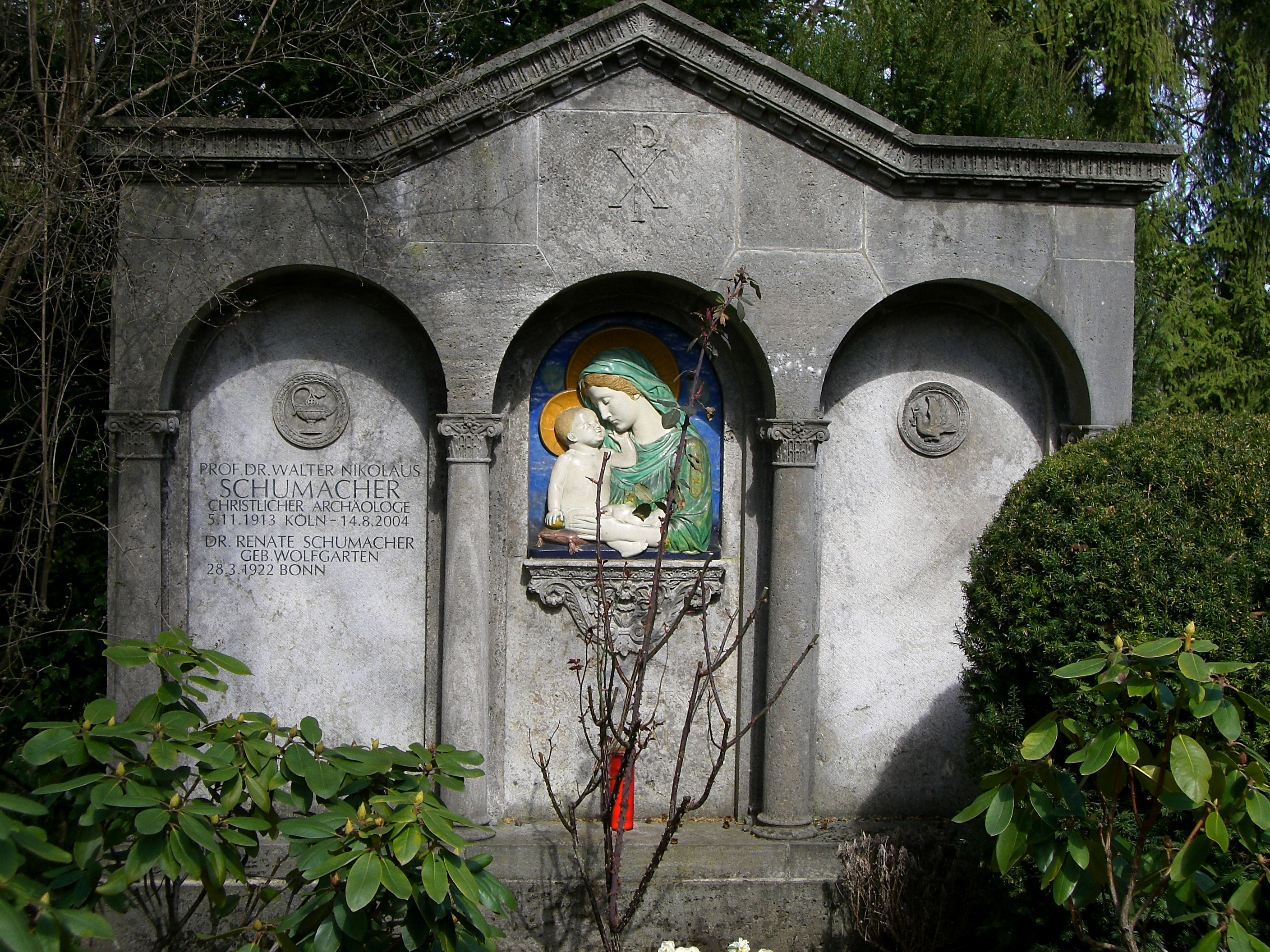
Grab auf dem Freiburger Hauptfriedhof

1974 wurde er von Kardinal-Großmeister Maximilien Kardinal de Fuerstenberg zum Ritter des Ritterordens vom Heiligen Grab zu Jerusalem ernannt und am 4. Mai 1974 in Düsseldorf durch Lorenz Kardinal Jaeger, Großprior der deutschen Statthalterei, und Hermann Josef Abs, Statthalter in Deutschland, investiert. Er war zuletzt Großoffizier des Ordens. Seine Frau Renate trat 1984 ebenfalls dem Päpstlichen Orden bei. Sie waren beide Mitglieder des Deutschen Vereins vom Heiligen Lande und engagierten sich für zahlreiche Sozialprojekte im Heiligen Land.

## Veröffentlichungen (Auswahl)
- Das Querhaus der konstantinischen Peterskirche zu Rom. Dissertation Freiburg 1943 (ungedruckt).
- Hirt und "Guter Hirt". Studien zum Hirtenbild in der römischen Kunst vom 2. bis zum Anfang des 4. Jahrhunderts unter besonderer Berücksichtigung der Mosaiken in der Südhalle von Aquileja. Herder, Freiburg 1977, ISBN 3-451-17920-2 (= Habilitationsschrift).